# Helskor
Helskor (fornisländska helskór) är i den fornnordiska religionen särskilda skor som binds vid de dödas fötter, så att de ska klara av att gå den så kallade helvägen till Hel — de dödas rike. Det enda omnämnandet är från Gisle Surssons saga där bindandet av helskor omtalas vid Vesteins högsättning. Där sägs det dock att skorna ska användas för att vandra till Valhall.

## UrGisle Surssons saga
| Sedan gjorde Gisle och allt hans folk sig redo att höglägga Vesten i den sandbacke, som höjer sig midt för Säfkärnen nedan om Sjöbol. På vägen dit slöt sig Torgrim med stort följe till dem. När de höglagt Vesten, såsom seden bjöd, trädde han hän till Gisle och sade: »Det är skick att på död man binda Helskor, som han kan skrida i till Valhall — sådana vill jag fästa på Vesten.» Och när han gjort det, sade han: »Ej förmår jag snöra Helskor, om dessa lossna.» | Gísli býst nú til at heygja Véstein með allt lið sitt í sandmel þeim, er á stenzt ok Seftjörn, fyrir neðan Sæból. Ok er Gísli var á leið kominn, þá fara þeir Þorgrímr með marga menn til haugsgerðarinnar. En þá er þeir höfðu veitt Vésteini umbúnað sem siðr var til, gekk Þorgrímr at Gísla ok mælti: "Þat er tízka," segir hann, "at binda mönnum helskó, þá er þeir skulu ganga á til Valhallar, ok mun ek þat gera við Véstein." Ok er hann hafði þat gert, þá mælti hann: "Eigi kann ek helskó at binda, ef þessir losna." |  |

Det har gjorts försök att tolka uttrycket "binda helskor" som en omskrivning för bruket att binda samman likets fötter för att förhindra genfärd. Denna sed är mycket gammal och spridd över stora delar av världen.  Ett annat verksamt medel för samma ändamål – vilket också finns dokumenterat på Island – har varit att sticka spik eller nålar i likets fotsulor. Även om den döde skulle gå igen, blev det nu sådan jämmer att alla hann bli varnade.
Det mest sannolika är emellertid, enligt Dag Strömbäck, att helskor har varit riktiga skor som trätts på likets fötter i avsikt "att underlätta den mödosamma och långa färden till dödsriket". Helskor betyder alltså "dödsskor". Visserligen uppger Snorre Sturlasson, i sin iver att systematisera sina fäders tro, att de som kommer till Hel är onda människor och människor "som dött av sjukdom och ålder", men i eddadiktningen är Hel ofta ett allmänt begrepp för dödsriket: här hamnar till exempel de krigare som stupat i kriget mellan Atle och Gjukungarna (Atlamál), liksom hjälten Hjálm-Gunnarr (Helreið Brynhildar) och guden Balder, med flera.
Seden att förse den döde med särskilda "dödsskor" har sannolikt funnits över stora delar av det germanska området. Det tyska ordet Totenschuh talar för detta, även om ordet senare har kommit att få betydelse av gravöl eller sista hedersbevisning för den döde. Också i Småland har dödsskor förekommit enligt folklivsforskaren Gunnar Olof Hyltén-Cavallius: "Äfven omtalas, att man fordom brukat gifva den döde med sig i kistan en skål med hvit gröt och ett par nya skor; åtminstone iakttogs detta bruk, när man begrof en qvinna, vid namn Bengta i Willarp, i Mistelås socken, för vid pass 50 år sedan."